# Microtralia
Genre
Microtralia est un genre de petits mollusques gastéropodes marins de la famille des Ellobiidae.

## Historique
Le genre Microtralia est décrit en 1894 par William Healey Dall,,.  
Selon WoRMS en 2025, ce genre est marin.
Ce genre a été initialement créé comme étant possiblement un sous-genre du genre Auricula et ce pour l'espèce alors décrite sous le taxon Auricula (Microtralia) minuscula.

### Synonyme
Microtralia a pour synonyme :
- Rangitotoa Powell, 1933

### Étymologie
Le nom générique, Microtralia, composé du grec ancien , micros, « petit », et du genre Tralia fait référence à la ressemblance de l'espèce Microtralia minuscula avec celles du genre Tralia mais en étant beaucoup plus petite et translucide.

## Liste des espèces
Selon GBIF (22 septembre 2023) :
- Microtralia acteocinoides Kuroda
- Microtralia alba (Gassies, 1865)
- Microtralia insularis (Powell, 1933)
- Microtralia lucida (Pease, 1869)
- Microtralia minuscula (Dall, 1889)
- Microtralia ovulum (L.Pfeiffer, 1840)

### Publication originale
- [1894] (en) William H. Dall, « Notes on the shells collected from the shores of the great lagoon, Watling Island, Bahamas », Bulletin of the Museum of Comparative Zoology, Cambridge, Musée de Zoologie comparée, vol. 25, no 9,‎ 1894, p. 113–124 (ISSN 0027-4100 et 1938-2987, OCLC 1641426, lire en ligne). .